# Älmås askskog
Älmås askskog är ett naturreservat i Tranås kommun i Jönköpings län i Småland.
Området är 5 hektar stort och är skyddat sedan år 2000. Det är beläget 4 kilometer sydost om Tranås och består mest av lövskog med mulmträd och hamlade askar samt gammal ängsmark.

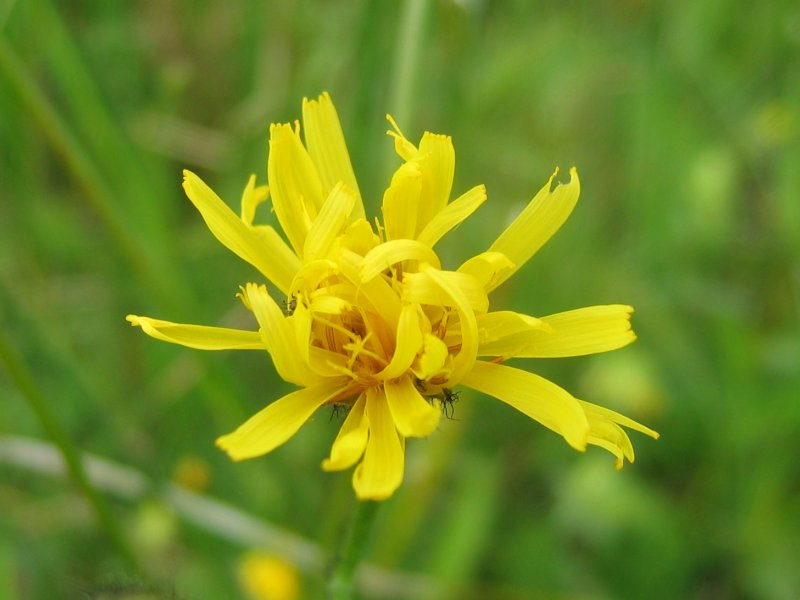
Kärrfibbla

I denna sluttning ner mot sjön Sommen har det från början varit gammal ängs- och betesmark. I den nu askdominerade skogen förekommer död ved och gamla träd, varav flera mulmträd med sina ihåliga stammar. I reservatet växer även lind, alm, klibbal, ek, björk, tall, sälg, rönn, oxel och körsbär. Flera träd har hamlats.
I fältskiktet växer t.ex. gullviva, svinrot, stor blåklocka, vårlök, gullpudra, lungört, underviol, smånunneört, vårlök, gullpudra, lungört, underviol, smånunneört, rödblära, storrams, trolldruva, gullpudra, bäckbräsma och kärrfibbla. Ett 25-tal signalarter har hittats i området, till exempel trädporella, grov baronmossa, platt fjädermossa och orkidén tvåblad. Även många rödlistade arter finns i området.